# 山下文吾
山下文吾，日本漫畫家。出身於千葉縣。代表作是《成群結伴！西頓學園》。

## 來歷
2004年以「宵越しの契」獲得第55屆小學館新人少年漫畫大獎。
2007年，在《週刊少年Sunday》2007年23號連載以桃太郎作為題材的作品，接著2008年在《週刊少年Sunday超》同時發表2部短篇《嫁面少女!!》和《！》。次年2009年以《！》參加第4屆Club Sunday新人王決定戰獲得再度刊載。
2013年1月至2014年9月在《週刊少年SundayS》連載。
2016年5月開始，在Cygames的漫畫連載服務網站連載《成群結伴！西頓學園》。

## 外部連結
- bungoyama的X（前Twitter）
- 山下文吾的pixiv